# Jasper van Kinschot (1552-1603)

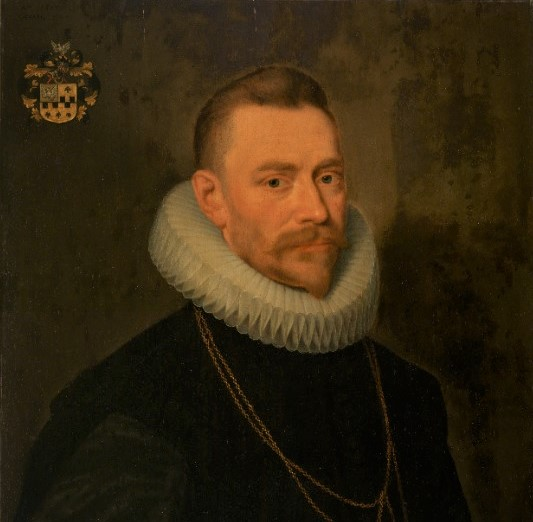
Mr. Jasper van Kinschot

Mr. Jasper van Kinschot (Turnhout, 15 oktober 1552 - begraven te Den Haag, 11 december 1603) was raad in de Souvereine Raad van Brabant en raad en thesaurier-generaal van Prins Maurits van Oranje.

## Familie
Jasper was de zoon van Zeger (Gasparszoon) van Kinschot en Josine Roelofs/Roefs. Hij werd in 1552 te Turnhout geboren, plaats van oorsprong van de familie Van Kinschot. Van Kinschot vestigde zich als eerste van zijn familie in de Noordelijke Nederlanden, waar hij de stamvader werd van de in de Noordelijke Nederlanden gevestigde takken.

## Opleiding
Tijdens zijn opvoeding in de vrijheid Turnhout genoot hij zijn onderwijs, inclusief Latijn, Grieks en muziek. 
Op 14-jarige leeftijd ging hij vervolgens naar de Universiteit van Keulen waar hij baccalaurus artium werd.
De titel doctor artium behaalde hij op 20 maart 1571 aan de Universiteit van Dowaai, waarna hij in Leuven rechten ging studeren tot hij baccalaurus iuris was. 
Daarna werd hij klerk te Brussel en ging in de leer in de juridische praktijk van zijn neef, de advocaat Hendrik van Kinschot.

## Loopbaan

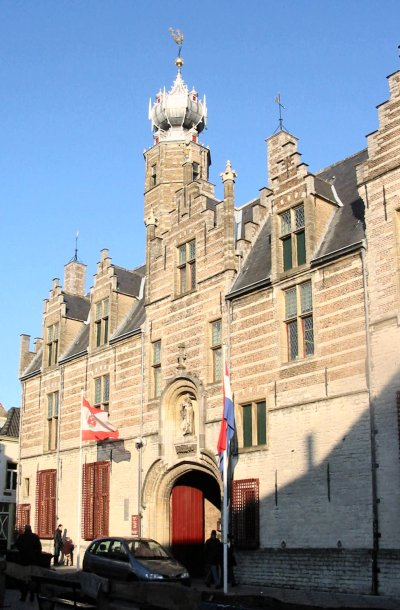
Markiezenhof te Bergen op Zoom

In 1577 werd Van Kinschot benoemd tot griffier van de Raad en Rekenkamer en het Leenhof van de Markiezen van Bergen op Zoom. In 1581 kreeg hij daarnaast de functies van raad en stadhouder van de lenen van Bergen op Zoom. Nadat de Staten-Generaal in 1583 het Markiezaat van Bergen op Zoom aan Willem van Oranje hadden geschonken, trad Van Kinschot in diens dienst. Eerst als griffier van Oranjes domeinraad en vervolgens als rentmeester-generaal van het Huis van Bergen op Zoom. Tot in de winter van 1583 woonde Van Kinschot nog in die plaats met zijn gezin. In juli van dat jaar zag Willem van Oranje zich al genoodzaakt om zijn residentie van Antwerpen naar Middelburg te verplaatsen. Daarna verkoos hij Dordrecht en Delft. In zijn gevolg reisde het gezin Van Kinschot mee, totdat zij zich vestigden in Delft in het Huis van Polanen naast het Begijnhof. Door de moord te Delft van Willem van Oranje in 1584 veranderde het werk van karakter. Van Kinschot werd benoemd tot griffier van het sterfhuis van Oranje: het beheer en de verdeling van de bezittingen van De Zwijger moesten worden geregeld. Doordat Van Kinschot ook de functie van tresorier voor Prins Maurits ging vervullen, ontstond een sterke koppeling tussen Maurits' financiën en het beheer van het sterfhuis van diens vader.
Maurits omringde zich met functionarissen die al het vertrouwen van zijn vader genoten. In dit gezelschap waren weinig Hollanders, maar meer Brabanders, zoals Van Kinschot en Nicolaes Bruyninck, die al sinds 1570 secretaris van De Zwijger was. Ook de familie Huygens met de secretaris van Willem van Oranje en de Raad van State was afkomstig uit Brabant. Zij verzorgden de gewenste bestuurlijke veranderingen bij de inrichting van de jonge republiek en bij het overgaan van De Zwijgers rechten en bezittingen op diens erfgenamen. 
Voor Bergen op Zoom bijvoorbeeld werd  het benoemingsbeleid van plaatselijke bestuurders rigoureus gewijzigd. Deelnemers aan het bestuur in de Spaanse periode werden vervangen. De religieuze gezindheid ging een grote rol spelen. In 1590 zond Prins Maurits Van Kinschot tevergeefs naar Zeeland om Louise de Coligny over te halen naar Den Haag te komen voor beslissingen over het sterfhuis. In 1591 bezocht Van Kinschot namens Maurits de magistraat van Breda met een nieuw bestuursreglement. Tot 1587 vervulde hij eveneens het griffierschap van het huis van Buren voor Maria van Nassau. Toen de Raad van Brabant in 1591 te Den Haag werd opgericht, werd Van Kinschot raad in dat college, terwijl hij tegelijkertijd nog als thesaurier-generaal voor prins Maurits werkzaam bleef. Deze functies vervulde Van Kinschot tot zijn overlijden in 1603. Vanaf 1597 woonde hij aan de Lange Vijverberg (nr.11) in Den Haag.

## Lokale ontwikkelingen bij Willemstad

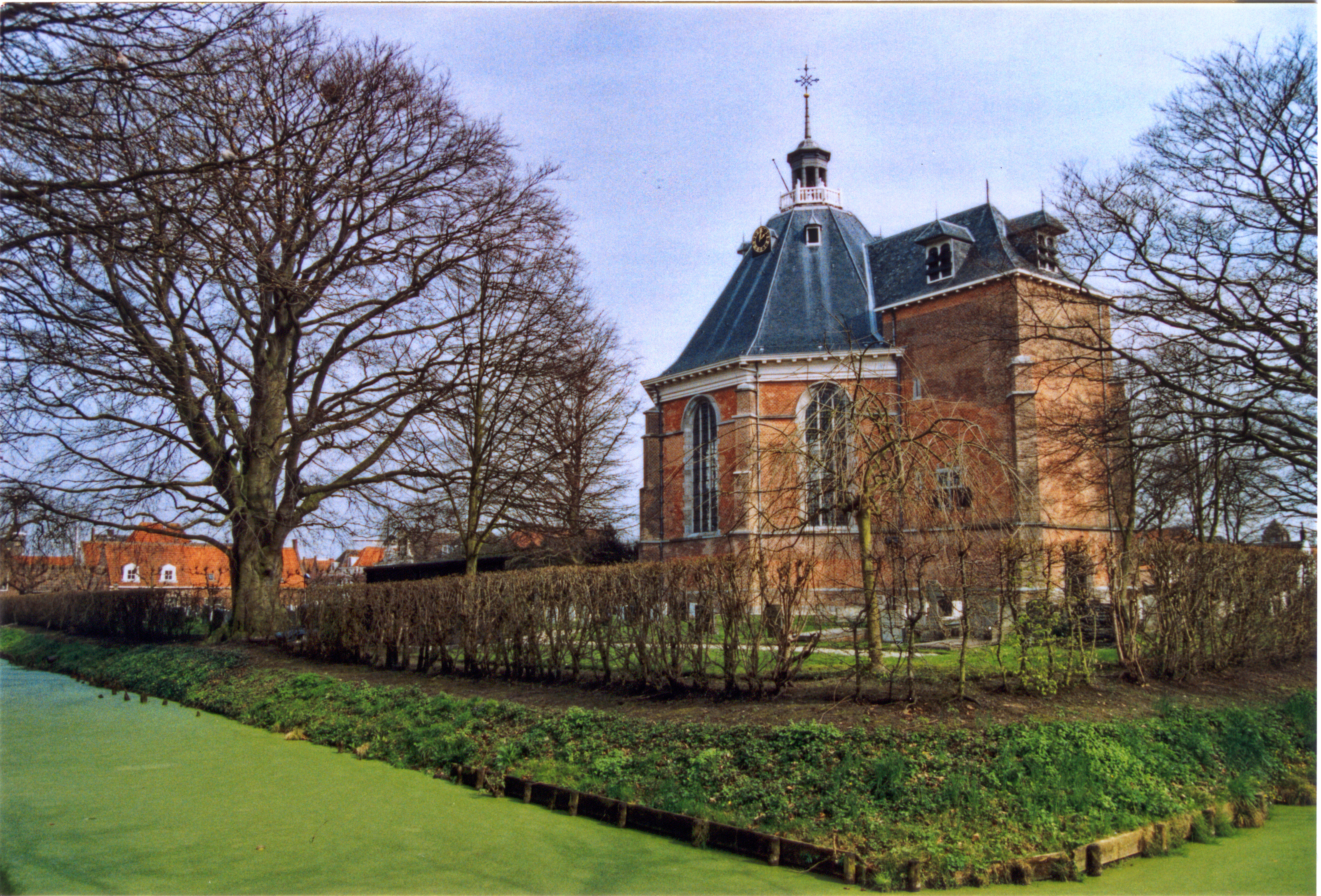
kerk van Willemstad

Van Kinschot voerde in de buurt van Willemstad opdrachten voor de Oranjes uit. Al in augustus 1583 ging hij met zijn schoonvader Nicolaas Pijll en een ingenieur (vermoedelijk Adriaen Anthonisz) naar de Ruigenhil om deze plaats te versterken en te omwallen. Na de moord op De Zwijger werd de plaats omgedoopt tot Willemstad. In 1587 stuurde Van Kinschot een missive aan het stadsbestuur met adviezen over de inrichting van bestuur en administratie. Op verzoek van Van Kinschot en enige magistraten maakte de metselaar Andries de Rooij/Roy het ontwerp voor een protestantse kerk met een begroting in 1590. Acht jaar later kreeg Van Kinschot opdracht van Maurits om de vestingwerken van Willemstad aan de waterzijde te versterken. Van Kinschots naam wordt vaker vermeld bij ontwikkelingen in die tijd rondom Willemstad, ook bijvoorbeeld bij de stichting van het naburige dorp Fijnaart.

## Egodocument

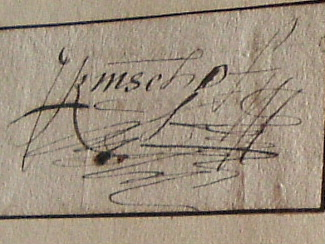
handtekening Jasper van Kinschot

Van Kinschot stelde tijdens zijn leven een tekst samen waarin hij de geboorte- en sterftedata van zijn ouders, echtgenotes en kinderen vermeldde. Van zijn kinderen noemt hij ook de peetouders en geschenken die hij ontving bij hun geboortes. Daarbij beschrijft Van Kinschot hoe hij vergeefs verschillende artsen liet komen om zijn vrouw te genezen. Hiermee is dit document voor historici een belangrijke bron voor de geschiedenis van het gezinsleven dat eveneens inzicht verschaft in hofnetwerken in de 16de-eeuwse Nederlanden. In de zeventiende eeuw werd de tekst gekopieerd door een kleinzoon van Jasper. Door ouderdom van het perkament en een eigenzinnig handschrift is het document lastig leesbaar. Nog steeds is dit object in beheer van de familie Van Kinschot, thans in bewaring gegeven bij het stadsarchief Delft. In een familiegenealogie, geschreven door Charles Philippe Louis van Kinschot (1868-1921), is een (gedeeltelijke) transcriptie opgenomen van de tekst.
Van Kinschot noemt de volgende peetouders van zijn kinderen: Nicolaas Pijll, Barbara van Mechelen, Govert van Berghe, Cornelia Boullyns, Jean Lyens, Machtelt Pontstock, Willem Stoop, Andries van Turnhout, de magistraten van Willemstad, Maria van Nassau, Maurits van Nassau, Aleid van Assendelft, Van Sonsfeld, Filips van der Aa, Pieter van Treslong, Emilia van Nassau, Louise de Coligny, Diederik van Nieuwenburg van Egmont, mr. Johan van Oldenbarnevelt, Pieter Boogaart, Bartholomeus de Glynt, Elizabeth van Kinschot, Marie Bruyninck, Andries Hessels/Hesselt (van Dinter) en Johan Melander. 
Over Van Kinschots netwerk valt verder nog te vermelden, dat in huwelijkse voorwaarden en in een testament van het gezin Van Kinschot de predikant Johannes Uyttenbogaert wordt genoemd. Door de huwelijken van Jasper van Kinschots kinderen raakte de familie direct gerelateerd aan drie onderhandelaars en ondertekenaars van de overgave van Antwerpen in 1585: Hans (Sweerts) de Weert, Louis Meganc en Andries Hessels, voorzitter in de Raad van Brabant en raad van Maurits. Meganc en Hessels ondertekenden eerder het plakkaat van Verlatinghe in 1581.

## Gezin en overlijden
Jasper van Kinschot trouwde twee keer. Zijn eerste huwelijk was in 1578 te Bergen op Zoom met Jozina Pijll (1562-1601), geboren op kasteel Wouw bij Roosendaal, dochter van Nicolaas Pijll (raad en commies van de markies van Bergen op Zoom) en Cornelia Boulijns. Van Kinschots eerste huwelijk kende zes kinderen die de volwassen leeftijd bereikten: Nicolaas, Gaspar, Aemilia, Lodewijk, Josina en Maria. In 1603 hertrouwde hij te Vlissingen met Maria de Chantraines dict Broucqsault, dochter van Jacob de Chantraines, geboren te Brugge en overleden in 1631. Van Kinschot zelf overleed op 11 december 1603 te Den Haag en werd begraven in de Grote of Sint-Jacobskerk.

## Trivia

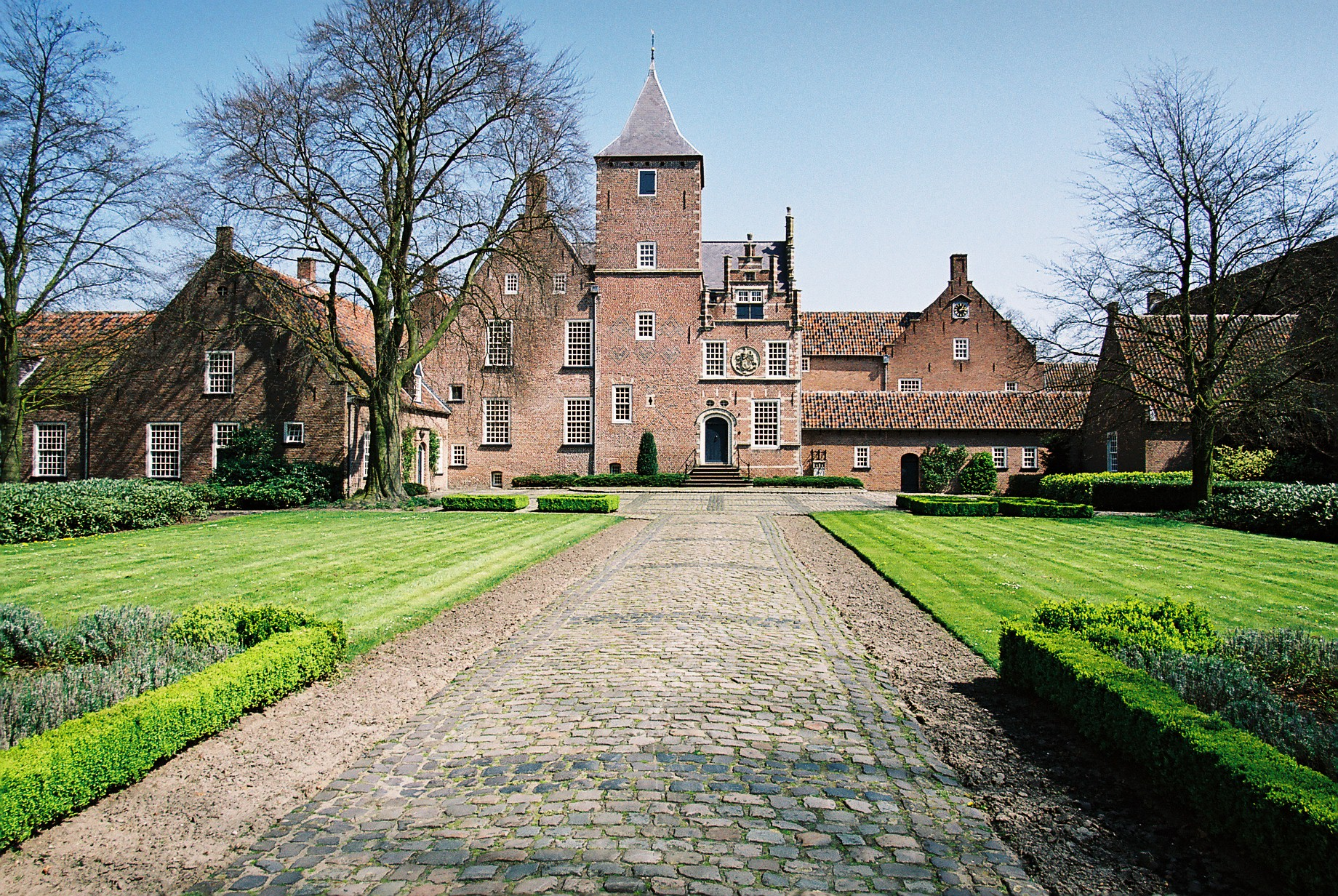
Het slot De Blauwe Camer te Oosterhout

- In Oosterhout is een Van Kinschotstraat, genoemd naar Jasper van Kinschot, voormalig bezitter van het slot De Blauwe Camer in die plaats.

- Op het tweede huwelijk van Jasper van Kinschot schreef Hugo de Groot een Latijns bruiloftsgedicht.

- Biografisch Portaal: 95109973
- Digitale Bibliotheek voor de Nederlandse Letteren: kins011